# Nokia C7
El Nokia C7 es un teléfono inteligente de la serie C de Nokia. Fue presentado el 14 de septiembre de 2010 y las entregas empezaron en el cuarto trimestre del mismo año. El C7 tenía una pantalla táctil de 3.5 pulgadas (89 mm) y de 640 por 360 píxel y era capaz de registro de vídeo a 720p, y fue el primer teléfono inteligente del mundo con capacidad NFC integral.
El gerente de móviles de Nokia de la época, Anssi Vanjoki, le llamó el "más fino" dispositivo en el mundo. A diferencia del Nokia N8, el C7 poseía botones reales para llamar y colgar las llamadas.
El C7 es actualizado a Symbian Belle (la actualización apareció el 7 de febrero de 2012)
La variante Nokia C7 Astound fue vendida para T-Mobile en los EE. UU., con solamente un color de caparazón, y omitiendo la banda 1900 MHz HSDPA (3G).
El 25 de mayo de 2011 la variante Nokia Oro fue anunciada, con las mismas especificaciones internas y apariencia del C7, pero chapada en oro de 18 quilates, con cuero y cristal de zafiro. Fue despachado con la versión Anna del sistema operativo Symbian.

## Dimensiones
- Medidas: 118.3 × 56.8 × 10.5 mm
- Peso (con batería): 130 gramos (4,6 oz) g (4.6 )

## NFC
El C7 incluía un circuito NFC, pero el chip no fue habilitado hasta el año siguiente, con la publicación de Symbian Anna, una versión nueva del OS.  El NFC podía usarse para emparejarse fácilmente con audífonos, leer códigos digitales NFC, o, a través de aplicativos de comercio electrónico de AirTag, acumular puntos de lealtad o coger cupones de descuento.

## Fotografía

### Cámara
- 8 megapixel (3264 x 2448 píxeles) cámara
- Abertura: f/2.8
- Longitud focal: 4.3 mm
- Lente de foco fijo con Profundidad Extendida de Campo (EDoF), marketed como "foco lleno"
- Formato de archivo de imágenes quieto: JPEG/Exif[10]
- Cámara secundario para llamadas de vídeo (VGA, 640×480 píxeles)
- Software de reconocimiento de la cara (en Tienda de Nokia para teléfonos más viejos)

### Captura de imagen
- Ubicación automática tagging de imágenes y vídeos
- Editor de foto

### Otro
- Memoria interna: 8 GB
- MicroSD Ranura de tarjeta de la memoria, hasta 32 GB
- NFC Habilitó